# Augustin de La Balme
Augustin Mottin de la Balme est un écuyer et officier de cavalerie français né le 28 août 1733, sous le nom d'Augustin Mottin, à Saint-Antoine l'Abbaye dans le département de l'Isère.
Fils du tanneur Antoine Mottin et de Marie Reynaud, il sert comme soldat dans la compagnie écossaise de la gendarmerie de France pendant la guerre de Sept Ans, puis participe à la guerre d'indépendance des États-Unis.

## Guerre de Sept Ans
Il a servi comme soldat dans la compagnie « Écossaise » distinguée de la gendarmerie de France au cours de la guerre de Sept Ans.
Les forces françaises ont été pratiquement détruites à la bataille de Minden, mais Augustin Mottin était un des officiers de cavalerie français survivants. Par ailleurs, un autre officier français, le Colonel Lafayette, a été tué dans la bataille, laissant son fils de deux ans, Gilbert du Mottier avec le titre marquis de La Fayette.  Les troupes britanniques à Minden étaient sous le commandement du Lieutenant général Lord George Sackville, qui a subi la cour martiale pour ne pas avoir écrasé les Français vaincus. Mottin entendrait ces noms à nouveau pendant la révolution américaine.
Après la guerre, Augustin étudie l'équitation, devenant maître à l'école d'équitation de la Gendarmerie de Lunéville. Mottin fut promu Major Fourrier en 1766 et se retira avec une pension en 1773.  En utilisant le nom d'emprunt « Mottin de La Balme », il a écrit un traité d'équitation en 1773, intitulé  Essai sur l'équitation ou principes raisonnés sur l'art de monter et de dresser les chevaux, qui est une tentative de simplification de l'équitation fine mise à la portée de la troupe. Le fronstispice gravé par François Robert Ingouf d'après Jean-Michel Moreau le montre, « dessiné d'après nature », en posture à cheval.  Il a suivi avec un livre sur les tactiques de cavalerie en 1776.

## Révolution américaine
Augustin de La Balme partit pour les États-Unis pour participer à la révolution américaine. En 1777, il fut nommé inspecteur général de l'armée coloniale de la cavalerie. Lorsqu'il a appris que Casimir Pulaski serait à la tête de la cavalerie des États-Unis, de La Balme a démissionné en octobre 1777 
En 1780, ils auraient été sous les ordres secrets du général Washington, mais  agissant probablement de son propre chef, il a voyagé vers le bas de la rivière Ohio à Kaskaskia. Le succès de George Rogers Clark sur Fort Sackville à Vincennes, a inspiré de La Balme à tenter un exploit similaire contre les Britanniques à Fort Détroit. La Balme est arrivé à Kaskaskia comme officier français et a été "accueilli comme Messie" par les riverains Canadiens, qui avaient vécu sous la domination britannique pendant plus d'une décennie.  Il a rassemblé une liste de griefs de résidents vivant sous la domination des Britanniques, qui devait être remise à l'ambassadeur de France à Fort Pitt.
La Balme a coordonné une attaque de diversion contre le Fort Saint-Joseph, puis a commencé son voyage à Détroit, recrutant pour sa milice parmi les citoyens canadiens de Kaskaskia, Cahokia et Vincennes.  À Vincennes, avec une force militaire de 104 soldats, il a commencé vers le haut de la rivière Wabash dans l'attente de l'ajout à sa force des villages canadiens de Ouiatenon (West Lafayette de nos jours) et Kekionga (Fort Wayne de nos jours). La Balme pensait apparemment que les résidents canadiens au Fort Détroit se joindraient à lui dès leur arrivée.  L'expédition marchait au pas sous un drapeau français.

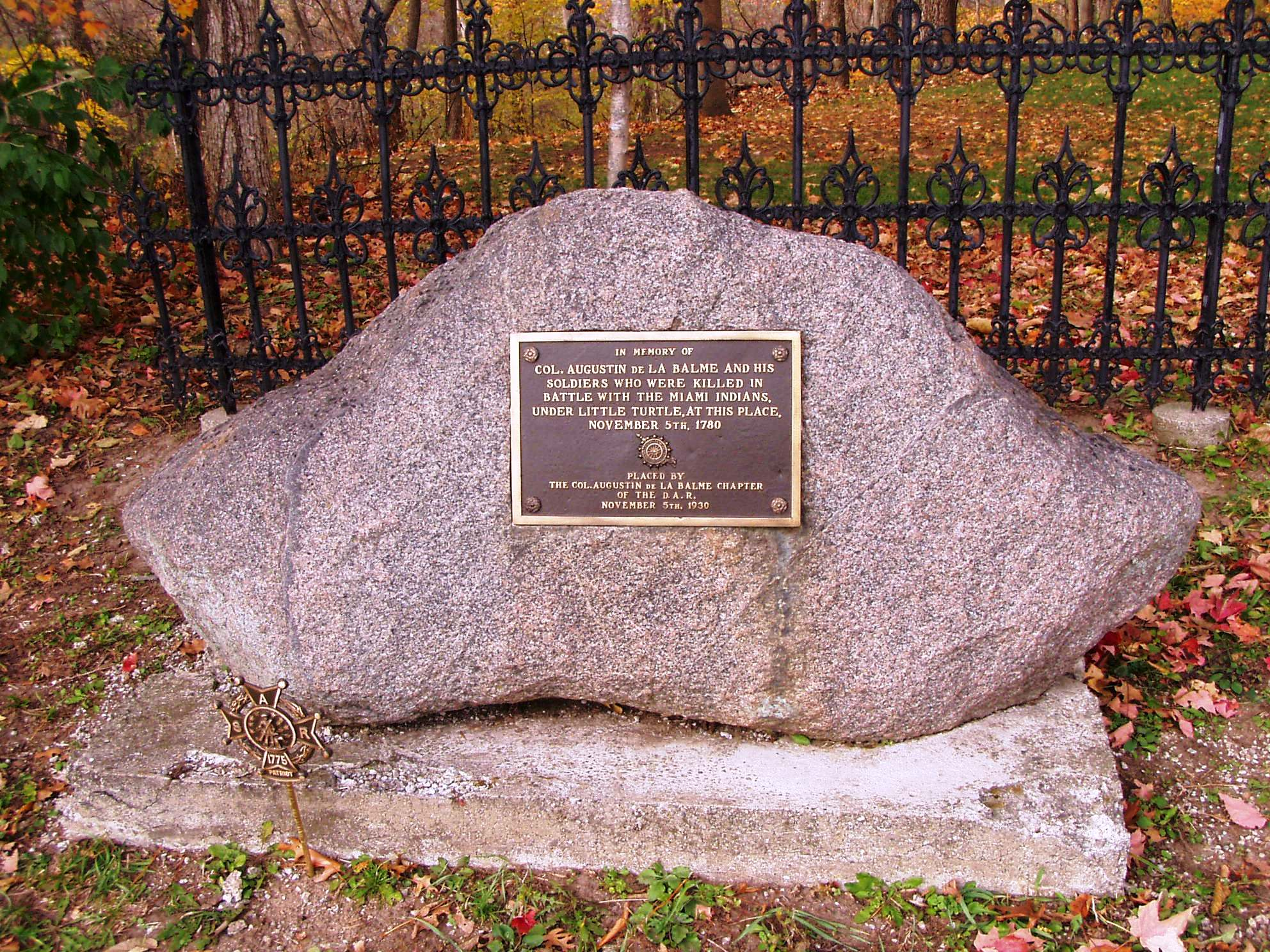

La force de la Balme avait peu d'opposition jusqu'à Kekionga, où il avait prévu l'arrestation de Charles Beaubien, l'agent britannique.  Beaubien et la plupart des Miamis n'étaient pas là, cependant, alors ses hommes ont hissé le drapeau français  et ont attaqué les magasins britanniques pendant plus de trois jours en attendant les renforts qui ne sont jamais arrivés.  En apprenant le retour d'une partie de chasse des Miamis à Kekionga, Le Balme quitta pour mener un raid contre un autre poste de traite sur la rivière Eel. Laissant quelque vingt hommes pour protéger les magasins capturés à Kekionga, ses forces ont défilé sur la piste de Eel River (le même sentier que le colonel John Hardin suivrait dix ans plus tard).
Les Miamis, apprenant l'intrusion, détruisent le petit groupe d'hommes à Kekionga. Le Chef Little Turtle, qui vivait dans un village le long de la rivière Eel, attaqua La Balme avant même qu'il ait atteint le poste de traite de Eel River. La Balme et ses hommes s'étaient fortifiés sur les rives du fleuve. Il demeure une certaine confusion quant à la longueur de la bataille; les comptes du siège variant de quelques jours à quelques semaines. Ils furent finalement vaincus par une force écrasante, et seuls quelques survivants réussirent à s'échapper. Augustin de la Balme est mort dans la bataille, connue sous le nom de "défaite de La Balme".